# C'était un rendez-vous
C'était un rendez-vous är en fransk kortfilm från 1976.

## Om filmen
Filmen är inspelad med hjälp av en gyroupphängd kamera monterad på Claude Lelouchs privata Mercedes-Benz 450 SEL 6.9. Lelouch kör sedan bilen en tidig morgon själv genom Paris. Filmen är 8 minuter lång, och anledningen till det är att kameran bara hade plats för 10 minuter av film. Det har länge debatterats vem som körde bilen men nyligen avsöljade Lelouch att han själv körde. I efterhand dubbades ljudspåret över med motorljud från en Ferrari 275 GTB.
Bilen färdas i hastigheter strax över 100 km/h under större delen av resan men toppar ibland på över 200.

## Filmer som har inspirerats av filmen
- Getaway in Stockholm
- Ghost Rider